# Синий Колодец
Синий Колодец — село в Новозыбковском городском округе Брянской области.

## География
Находится в западной части Брянской области на расстоянии приблизительно 5 км на север-северо-восток по прямой от районного центра города Новозыбков.

## История
Основано в 1670-х годах как старообрядческая слобода. В 1859 году учтено было 110 дворов, в 1897—221. С 1752 года действовала Михайловская церковь (не сохранилась). В середине XX века работал колхоз «Новая Жизнь». До 2019 года входило в Замишевское сельское поселение до его упразднения.

## Население
Численность населения: 686 человек (1859 год), 1218 (1892), 295 человек в 2002 году (русские 98 %), 259 в 2010.

## Достопримечательности
Любин хутор в 2 км на север от села бывшая усадьба графов Мухановых.